# Kosmos 127
Kosmos 127 (ros. Космос 127) – radziecki satelita rozpoznawczy. Dwudziesty statek typu Zenit-4, należący do programu Zenit, który znalazł się na orbicie. Misja satelity rozpoczęła się w sierpniu 1966 roku. Konstrukcja satelity została oparta na załogowych kapsułach Wostok.

## Budowa i działanie

Rakieta Woschod 11A57 (druga z prawej), która wyniosła na orbitę satelitę Kosmos 127

Optyczne satelity wywiadowcze serii Zenit 4 zostały zbudowane w oparciu o doświadczenia wyniesione z budowy serii satelitów Zenit 2, które z kolei bazowały na załogowym statku Wostok. Satelity serii Zenit 4 w porównaniu do statków wcześniejszej generacji, zostały wyposażone w kamerę o wyższej rozdzielczości, Ftor 4, która charakteryzowała się ogniskową 3 m . Po około tygodniowym pobycie na orbicie od statku oddzielała się kapsuła z filmem fotograficznym, która następnie lądowała w wyznaczonym miejscu na spadochronie .

## Misja
Misja satelity rozpoczęła się 8 sierpnia 1966 roku, kiedy rakieta Woschod 11A57 wyniosła z kosmodromu Bajkonur satelitę Kosmos 127 na niską orbitę okołoziemską. Po znalezieniu się na orbicie satelita otrzymał oznaczenie COSPAR 1966-071A . Była to dwudziesta zakończona sukcesem misja satelity z serii Zenit 4 .
Po zakończeniu misji satelita spłonął w górnych warstwach atmosfery 16 sierpnia 1966 roku .